# Mount Schimansky
Mount Schimansky är ett berg i Antarktis. Det ligger i Västantarktis. Argentina, Chile och Storbritannien gör anspråk på området. Toppen på Mount Schimansky är 1 992 meter över havet.
Terrängen runt Mount Schimansky är platt åt nordväst, men åt sydost är den kuperad. Trakten är obefolkad. Det finns inga samhällen i närheten.